# Codie van Schalkwyk
Codie Schalk van Schalkwyk (* 2. April 2002) ist ein namibischer Tennisspieler.

## Karriere
Codie Schalkwyk, dessen Bruder Conner (* 2004) ebenfalls Tennisspieler ist, war bis 2022 auf der ITF Junior Tour aktiv, wo er Anfang 2020 mit Platz 215 seine höchste Platzierung erreichte. 2019 gab er sein Debüt für die namibische Davis-Cup-Mannschaft und nahm an den Afrikaspiele 2019 teil.
2021 unterzeichnete er einen Vertrag mit der Old Dominion University im US-Bundesstaat Virginia für die im gleichen Jahr beginnende Saison im College Tennis. Dort spielt er 2024 seine dritte Saison.